# Bernhard Weiss
Bernhard Weiss (Berlijn, 30 juli 1880 – Londen, 29 juli 1951) was een Duitse jurist en politiefunctionaris. Hij was van 1927 tot 1932 de vicecommissaris bij de Berlijnse politie en had het in deze functie vaak aan de stok met de opkomende Nationaalsocialistische Duitse Arbeiderspartij. Hij werd vooral vanwege zijn Joodse afkomst een mikpunt van spot en vluchtte een paar dagen voor de machtsovername van de nazi's naar het buitenland.

## Levensloop
Weiss groeide op in een liberaal-Joods gezin. Hij studeerde rechten. Tijdens de Eerste Wereldoorlog vocht hij mee in het Duitse leger en bracht het tot de rang van kapitein. Voor zijn inzet kreeg hij het IJzeren Kruis  (Eerste klasse). Tijdens de oorlog verloor hij een broer die in het gevecht omkwam.
De jurist was actief binnen de Joodse gemeenschap. Zo was Weiss bestuurslid van het Rabbijnse seminarie en actief binnen een mensenrechtenorganisatie die opkwam voor de belangen van de Duitse Joden, maar tegelijkertijd streefde naar een goede integratie van de Joodse gemeenschap in de Duitse maatschappij.
Weiss stond tevens bekend als een uitstekend jurist, voordat hij toetrad tot de Berlijnse politie. In 1918 werd hij benoemd tot tweede man van de Berlijnse Kriminalpolizei. In 1925 werd hij benoemd tot het hoofd van deze dienst. Weer twee jaar later werd hij de tweede man in rang van de gehele Berlijnse politie. Weiss was tevens lid van de Deutsche Demokratische Partei. Hij speelde een belangrijke rol in de na de Eerste Wereldoorlog nieuw gevormde Weimar Republiek. De democratie stond onder druk vanuit zowel linkse (communisten) als rechte hoek (nazi's). Zo werd Walter Rathenau, een Joodse industrialist en politicus, in 1922 vermoord. Als minister van Buitenlandse Zaken had hij twee maanden eerder het Verdrag van Rapallo getekend. Weiss was nauw betrokken bij de opsporing van de daders. Ook leverde hij het bewijs van staatsondermijnende activiteiten van een handelsdelegatie afkomstig uit de Sovjet-Unie.
Weiss verbood in 1927 de Berlijnse afdeling van de NSDAP, omdat partijleden regelmatig gewelddadig waren naar andersdenkenden. In hetzelfde jaar arresteerde hij vijfhonderd nazi's die met de trein terugkwamen van een partijbijeenkomst in Neurenberg vanwege het lidmaatschap van een illegale organisatie. Door zijn optreden werd Weiss het doelwit van Joseph Goebbels, op dat moment gauleiter van de Nazipartij in Berlijn. Goebbels gaf de krant Der Angriff uit en was zeer antisemitisch in zijn uitlatingen. Hij gaf Weiss de bijnaam Isidor. Isidor was een Joodse naam en werd door Goebbels gebruikt om te suggereren dat Weiss zijn voornaam had verduitst. Weiss werd – in negatieve zin – neergezet als stereotype Jood en werd afgeschilderd als een laf, achterbaks en lachwekkend figuur, die bovendien symbool stond voor de Joodse hegemonie in het "systeem". Op zijn beurt klaagde Weiss Goebbels aan vanwege laster. Hij won de rechtszaak, maar Goebbels trok zich weinig aan van de veroordeling. Uiteindelijk klaagde Weiss hem meer dan veertig keer aan. Goebbels kreeg meerdere malen hoge boetes opgelegd.
Onder druk van de NSDAP onthief rijkskanselier Franz von Papen Weiss in 1932 uit zijn functie. Een paar dagen voordat Adolf Hitler aan de macht kwam (januari 1933) kreeg de politie van Berlijn de opdracht hun oud-collega te arresteren. Op het moment dat de politie zijn huis bezocht was hij met zijn dochter Hilda bij familie op bezoek. Daar werd hij in de kolenkelder verstopt om ontdekking te voorkomen. Met behulp van een vriend bereikte hij Tsjecho-Slowakije. Zijn vrouw reisde hem achterna. De Duitse regering ontnam hem zijn staatsburgerschap en nam zijn vermogen in beslag.
Weiss belandde uiteindelijk in Groot-Brittannië. Daar begon hij een kantoorwinkel. Kort nadat hij in 1951 zijn Duitse paspoort had terug gekregen overleed hij aan kanker. Zijn vrouw Lotte keerde terug naar Berlijn waar ze een jaar later overleed. Een plein bij het Station Berlin Friedrichstraße en een plein vlak bij de Alexanderplatz in het centrum van Berlijn zijn naar Weiss vernoemd.